# Земляной город (Ярославль)
Земляно́й го́род — исторический центр Ярославля, местность внутри несохранившихся крепостных стен ярославского окольного города, примыкавшего к детинцу — «Рубленому городу». В XII—XIX веках был торговым и общественным центром города. В конце XVIII века был полностью перестроен по регулярному плану, став административным центром города и Ярославской губернии, затем области.

## Ранняя история
Ярославль был основан в 1010 году на высоком и удобном для защиты мысе при слиянии Волги и Которосли. Построенный на мысе детинец («Рубленый город») был небольшим, площадью менее 0,1 км², и уже в том же веке застройка вышла за его пределы. Неукреплённый ещё посад разрастался вдоль берега Которосли, где в 1216 году на окраине города был основан Спасо-Преображенский монастырь, и вдоль Волги до Петровского монастыря. По косвенным указаниям в летописи и данным археологических раскопок известно, что к началу XIII века территория Земляного города была уже практически полностью заселена.
Из летописей известно, что в 1221 году почти весь город сгорел в пожаре, затем отстроен заново, но в феврале 1238 года был разорён и сожжён полчищами Бытыя, все жители были убиты. В 1257 году восстановленный город был снова разорён.
В течение следующих двух с лишним столетий Ярославль был центром удельного княжества, о размере и застройке города в этот период из-за многократных пожаров сведений не сохранилось. По мнению краеведа Иоанна Троицкого, Ярославль вновь занял всё пространство Земляного города в конце XIII века, во времена княжения Фёдора Ростиславича Чёрного.
Город неоднократно подвергался нападению со стороны ордынцев и других русских князей. Для защиты посада ярославцы возвели ещё одну крепость, площадь которой почти в 10 раз превышала кремль. С востока и юга стены шли вдоль крутых берегов Волги, Которосли и Медведицкого оврага, а с севера и запада — по высокой земляной насыпи, сделанной большой дугой между берегами рек. Вдоль насыпи вырыли глубокий ров, началом которому послужил Семёновский овраг. По земляной насыпи крепость и получила своё название «Земляной город».

### Башни и стены
Время постройки первых стен Земляного города неизвестно. Самое раннее сохранившееся упоминание о них относится к 9 июля 1536 года, когда эти стены сгорели в большом пожаре. Вскоре они были возведены заново по указанию великой княгини Елены, правившей в те годы Русским государством. В апреле 1609 укрепления были отремонтированы под руководством воеводы Никиты Вышеславцева, по насыпи сделан новый острог, и в мае Земляной город успешно выдержал 23-дневную осаду литовскими и тушинскими войсками.
В 1620—1630-е годы при царе Михаиле Фёдоровиче были возведены каменные стены и башни Спасского монастыря, при этом северо-восточную стену построили на валу Земляного города, сделав таким образом стену и две башни общими с городом и включив монастырь в систему городских укреплений (ранее монастырская ограда располагалась за рвом).
Из Росписи Ярославля 1648 года известно, что укрепления города в то время состояли из 4 башен проезжих, 20 башен глухих и 25 прясел. В пожаре 1658 года укрепления вновь выгорели, сохранились лишь каменные Михайловская и Угличская башни.
В 1658—1659 годах по указу царя Алексея Михайловича крепость была восстановлена. В дополнение к двум имевшимся были построены 16 больших каменных башен, из них 4 проезжих, дополнительно защищённых отводными башнями-стрельницами, — две на городовой осыпи и две у окончаний Медведицкого оврага. Таким образом в город было 6 въездов.
Проезжие башни
- Семёновская башня (Семёновские ворота). Располагалась на месте современной Красной площади, на пересечении Советской улицы и Некрасовского бульвара. Была аналогична Власьевской башне. Название получила по находившейся рядом Семёновской церкви. От башни начиналась Романовская дорога. Разобрана на кирпич вместе со стрельницей в 1823 году. Написанный на стене башни образ Толгской Богоматери перенесли в Николо-Надеинскую церковь, где для него воздвигли небольшую часовню на берегу Волги[7].

- Власьевская (Знаменская) башня (Власьевские ворота). Сохранилась, отводная стрельница разобрана в 1820 году. В 1884 году надстроена помещением для водопроводного бака, стилизованным под верхний ярус башни. Первое название — по находившейся рядом Власьевской церкви, второе — по написанной на стене башни иконе Знамения Богоматери, для которой позже пристроили надвратную церковь. От башни начиналась Угличская дорога.

- Угличская башня (Угличские ворота). Построена в 1630-е годы. Сохранилась, так как является частью оборонительного укрепления Спасо-Преображенского монастыря. Ворота заменены на современную дверь, низ обложен цоколем, шатёр без наблюдательной вышки, в остальном вид башни соответствует изначальному[9]. Название связано с тем, что от этой башни начиналась старая дорога на Углич[7].

- Михайловская (Архангельская) башня (Архангельские ворота). Построена в 1630-е годы, разобрана в середине XVIII века. Название получила по находящейся рядом Михаило-Архангельской церкви. Была подобна Угличской башне, но большей высоты. Использовалась как главный наблюдательный пункт, поэтому именовалась также «подзорной»[5]. На её месте в 1803 году возведена башня в стиле барокко. От Михайловской башни начиналась дорога к новой переправе через Которосль и далее на Москву[7].

- Подзеленская (Зеленная) башня (Подзеленские ворота). Располагалась у западной оконечности Медведицкого оврага, на месте современного моста над улицей Подзеленье и служила выходом из города к пристаням на Которосли. Была аналогична Волжской башне. Название связано с тем, что в башне хранились запасы пороха, в то время называвшегося «зелье». Разобрана на кирпич около 1810 года, из него построены часовня Смоленской иконы Божией Матери и кузницы. Через Подзеленскую башню был выход к пристаням на Которосли, а ранее — и дороге на Москву (старая переправа была напротив Тропинской улицы), что делало движение через эти ворота наиболее оживлённым.

- Волжская (Подволожская, Арсенальная) башня (Волжские ворота). Сохранилась в сильно перестроенном виде, отводную стрельницу разобрали в XVIII веке. Расположена у восточной оконечности Медведицкого оврага, служила выходом из города к пристаням на Волге.

Все башни были покрыты высокими деревянными шатрами с дозорными вышками. Для предупреждений об опасности на Власьевской и Семёновской башнях размещались вестовые колокола. Кроме оборонительной функции, проезжие башни выполняли ещё и таможенную — при каждой из них состояли по два целовальника для взимания пошлин.
12 глухих башен были немного меньшего размера, из них 2 располагались на участке от Волги до Семёновских ворот, 6 — на участке от Семёновских до Власьевских ворот, 2 — от Власьевских до Угличских, 2 — от Архангельских до Подзеленских. Вдоль берега Волги глухих каменных башен не строили.
Стены Земляного города были деревянными, за исключением прясла между Угличской и Михайловской башнями, являвшегося частью укреплений монастыря. Общая длина стен крепости составляла 2875 метров (со стороны кремля стены не было), и ещё 43 метра — длина стены между Подзеленской башней и Никольской башней кремля.
Крепостная артиллерия состояла из ста с лишним пищалей. Почти все они были отправлены в переплавку в 1700 году по указу Петра I.
В течение XVIII века укрепления Земляного города за ненадобностью постепенно разбирали, валы и рвы срывали. Известно, что в 1758 году одну из глухих башен отдали Казанскому монастырю и из её кирпича была построена монастырская ограда. Последним был уничтожен в 1820—1823 годах участок укреплений от Власьевской башни до Волги.

### Застройка
Со 2-й половины XVI века начинается расцвет Ярославля благодаря открытию торговли с Западной Европой через Белое море и вхождению всей Волги в состав России. Оказавшийся на перекрёстке торговых путей город быстро превратился в один из главных центров русской торговли, «на его рынках и пристанях обращалось решительно всё, что поступало тогда в торговый обмен». Иностранные путешественники отзывались о нём как о многолюдном, оживлённом и одном из самых красивых городов. В 1608 году Земляной город разграбили польские интервенты; в 1609-м крепость почти месяц безуспешно осаждали войска Лжедмитрия II. В память об избавлении от поляков была основана Казанская церковь. После окончания Смутного времени Ярославль вновь стал быстро развиваться, оставаясь третьим по торговому обороту городом России.
Почти вся ярославская торговля была сосредоточена в Земляном городе — здесь находились «государев гостин двор для приезду со всякими товары купецких людей», таможенная изба, кружечный двор, «изба сбору конских пошлин». Городская жизнь кипела на огромной торговой площади, простиравшейся между храмом Спаса на Городу, Воскресенским храмом и Медведицким оврагом. На ней вперемежку стояли харчевные дворы и постоялые избы, амбары и кузницы, бани и угольные лавки. Но самое главное — здесь находились торговые ряды: «мучной, иконный, скорняжный, овощной, железный, кафтанный, или однорядный, юхотный, серебряный, ветошный, или платной, лопатной, соляной, тележной и санный, горшечный и кирпичный, рыбный, мясной, сапожный, суконный, шапочный, москательный, рукавичный, солодяной, сырейный, калачный, крашенинный, овчинный, коробейный, или сундучный, красильный и шубный». По Сошной выписи 1630 года в рядах было 433 лавки, где торговали всевозможным товаром как местного производства, так и привозным. Развитие внешней торговли способствовало открытию и иностранных купеческих контор — к середине XVII века их число достигло 30, среди них была даже индийская лавка.

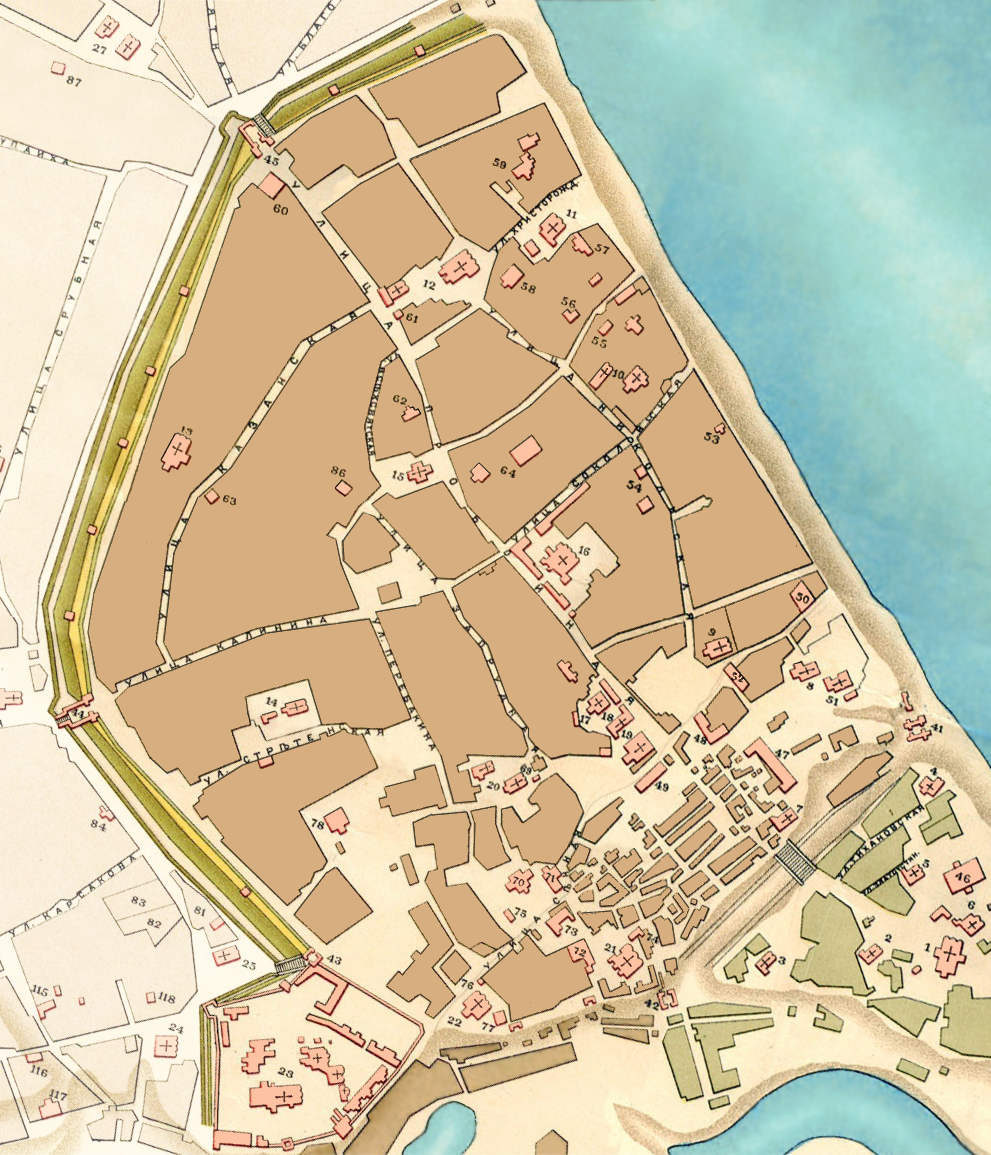
Земляной город в 1777 году

Торговые лавки были и вдоль двух главных улиц Земляного города — Пробойной и Калининой, по которым в течение дня не прекращалось оживленное движение: везли товары, отправлялись за покупками. Подклеты многочисленных церквей сдавались внаем как складские помещения, торговые палатки располагались и внутри церковных оград, храмы владели лавками в рядах.
В Земляном городе находились многие дворы зажиточных посадских людей, а среди жителей, как явствует из переписных книг Ярославля XVII века, была наименьшая доля бедных людей.
В 1714 году на Запрудной улице открылась Леонтьевская народная школа — первое светское учебное заведение в Ярославле. В ней учились дети из всех сословий. В 1751 году на Никольской улице был открыт первый в России публичный профессиональный театр.
Административно Земляной город делился по Пробойной улице на 2 сотни — Никольскую, вдоль берега Волги, и Сретенскую.
Плотная преимущественно деревянная застройка способствовала частым пожарам, наносившим ярославцам огромный ущерб. Наиболее крупные из них случались 9 июля 1536 года, 11 июня 1658 («великий пожар», в котором сгорел весь Земляной город), 3 мая 1711, 20 мая 1737 и 25 июня 1768 года.
К 1777 году в Земляном городе было около сотни каменных зданий, в том числе 20 храмов, 15 башен, около 30 жилых домов, купеческие лавки, амбары, 2 богадельни и 2 учебных заведения — народная школа и дворянская гимназия (расположившаяся в бывшем здании воеводской канцелярии), а также землемерная чертёжная. Но большая часть застройки оставалась деревянной.

## Градостроительная реформа
Пожары 1767 года в Толчковской слободе и 1768 года в городе привели к окончательному решению о перестройке Ярославля по регулярному плану. На время разработки плана жителям города было разрешено возводить на месте сгоревших только временные деревянные строения. 8 сентября 1769 года императрицей Екатериной II был утверждён первый регулярный план, составленный членами комиссии о строении Санкт-Петербурга и Москвы лейтенантом Муромцевым и майором Жуковым. Однако этот план плохо учитывал особенности города и его осуществление почти не начиналось.
В 1777 году Ярославль стал центром нового наместничества, первым главой которого был назначен Алексей Петрович Мельгунов. По его инициативе был разработан новый регулярный план, высочайше утверждённый в марте 1778 года. Автором плана считается архитектор Иван Старов.
По новому плану в Земляном городе были проложены широкие прямые улицы и просторные площади, при этом уже существовавшие градостроительные акценты, прежде всего богатые каменные храмы XVII века, были гармонично вписаны в новую регулярную застройку. Большинство улиц были проложены так, что их перспективу замыкал вид на один из храмов или крепостную башню.
Центром новой планировки стала приходская церковь Ильи Пророка, расположенная в середине Земляного города. Вокруг неё были снесены все постройки и создана просторная площадь, получившая по храму название Ильинская.
От главной площади лучами были проложены улицы к проездным башням Земляного города: Рождественская улица к Угличской башне, Угличская — к Власьевской башне, Ильинская — к Семёновской башне. В сторону Стрелки Ильинская площадь продолжалась огромным плац-парадом (позже получившим название Парадная площадь), открывшим вид на храм Флора и Лавра (в конце площади) и храмы Космодедемьянский, Воскресенский и Спасо-Пробоинский (по её сторонам). Осью симметрии стала Сретенская улица, проложенная строго по центру между Угличской и Рождественской.
Улица вдоль внутренней стороны стен Земляного города получила название Казанская, а вдоль Медвежьего оврага — Спасонагородская. Самой широкой стала Воскресенская улица, начинавшаяся от стены Спасского монастыря, огибавшая здание бывшей воеводской канцелярии и выходившая мимо Воскресенской церкви к храму Бориса и Глеба. Почти симметрично ей была проложена Всесвятская улица, выходившая к храму Всех Святых.
К западу от Ильинской улицы пролегла параллельная Ростовская улица от Казанского собора к зданию воеводской канцелярии, а к востоку — Никольская улица, обязанная своим расположением Варваринской церкви, дому почтового пристава и храму Рождества Иоанна Предтечи. Наибольшая по длине Варваринская улица соединила прямой линией площадку у Власьевской башни с Волжской набережной, проходя мимо Казанского монастыря и Варваринских храмов.
С внешней стороны земляной насыпи от Волжской набережной до Спасского монастыря была проложена Вологодская улица (позже разделённая на Большую линию, Стрелецкую улицу и Семёновский съезд), а у проездных башен созданы просторные площади, получившие по находившимся на них храмам названия Семёновская, Власьевская и Рождественская.
Вокруг всех церквей для улучшения вида были убраны ограды. Вокруг некоторых — Варваринской, Всехсвятской, Сретенской, Борисо-Глебской, Михаило-Архангельской — образованы площади, открывавшие всю красоту богато украшенных храмов и выделявшие их доминантное значение в новой планировке.
Регулярный план предписывал не только расположение улиц и площадей, но и этажность, материал и назначение зданий вдоль каждой улицы, а также обязательность сплошной застройки. Так, в пяти кварталах между Казанской и Ростовской улицами было предписано строить сплошные двухэтажные каменные дома с лавками на первом этаже. Вдоль Ильинской площади, Ильинской улицы, Волжской набережной и Медведицкого оврага — сплошные трёхэтажные каменные дома. В прочих кварталах Земляного города — двухэтажные каменные дома. Таким образом деревянная застройка вдоль улиц в Земляном городе полностью запрещалась. Здания государственных учреждений первоначально планировалось по традиции строить в Рубленом городе, но почти сразу решение было изменено в пользу Ильинской площади.
Перепланировка Земляного города потребовала переселения большого количества жителей. Всем, «коих домы по конформованному плану подходят под улицы и площади» было объявлено, «чтобы они заблаговременно ныне просили под строение домов своих мест в кварталах, где пожелают… А если … места займутся другими, то тогда они должны уже будут строить домы в отдаленных кварталах». За снесённые для перепланировки дома собственникам выплачивались средства из казны на строительство новых.
За 9 лет практически все здания вдоль улиц в Земляном городе были перестроены по красным линиям. Столь высокие темпы строительства объясняются предусмотрительным возведением новых кирпичных заводов близ города (на Романовской дороге и в Коровниках) и использованием повторно материалов разбираемых при перепланировке каменных строений. Кроме того, на кирпич были разобраны все глухие крепостные башни.
В 1896 году в знак благодарности Екатерине II за проведение градостроительной реформы Ростовской улице Земляного города было присвоено название Екатерининская.

## Регулярная застройка

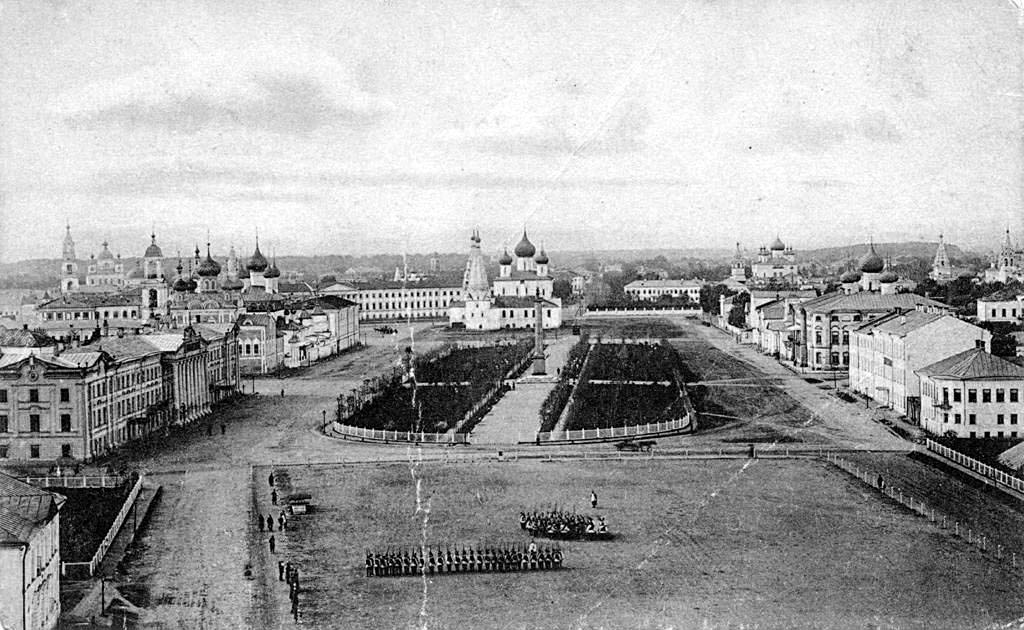
Ильинская и Парадная площади в конце XIX века

Выбор архитектуры возводимых каменных зданий был строго ограничен классическим («итальянским») стилем. Отступления от типовых проектов требовали согласования в Петербурге.
На главной площади города по проекту Ивана Левенгагена, служившего в 1777—1789 годах ярославским губернским архитектором, были выстроены здания для органов управления Ярославского наместничества — дворец наместника и симметричные трёхэтажные корпуса губернских присутственных мест и казённых палат.
Торговля была важнейшей частью жизни Земляного города, поэтому наиболее удобные кварталы — со стороны въезда из Москвы — занял Гостиный двор. Четыре квартала между Казанской, Сретенской, Ростовской и Воскресенской улицами были застроены двухэтажными зданиями торговых рядов по разработанным в Петербурге типовым чертежам. По лицевой стороне улиц на первых этажах были лавки с открытой галереей, укрывающей от дождя покупателей и товары, вынесенные для продажи на улицу. На вторых этажах располагались квартиры купцов. Внутри кварталов размещались склады. Торговыми рядами был застроен и соседний квартал между Казанской и Угличской улицами и Сретенским переулком, а также северная сторона Угличской улицы.
На Парадной площади возвели здания Почтовой конторы, Магистрата и градской общественный дом с флигелями. Напротив них, с другой стороны плаца — здание банковой конторы. В 1793 году на месте Дворянской гимназии было выстроено здание Главного народного училища.

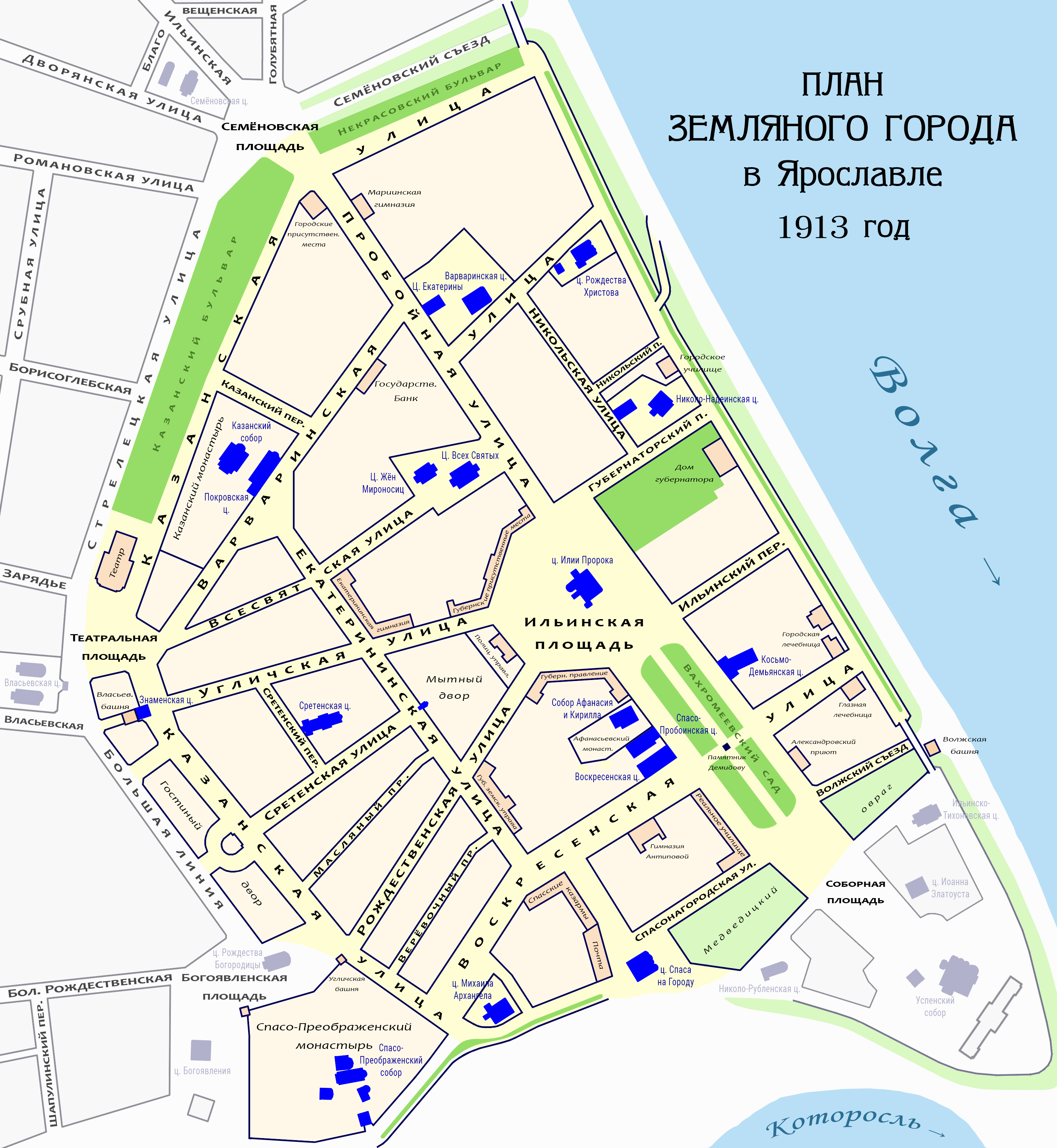
Земляной город в 1913 году

В 1780-х годах срыли насыпь и засыпали ров между Угличской и Власьевской башнями и на их месте образовали Рыночную площадь. В 1796 году вплотную к Власьевской башне возвели дом, принадлежавший Ивану Салтыкову, а в 1813—1818 годах на месте площади был построен Гостиный двор по проекту нового губернского архитектора Петра Панькова. В 1820—1821 годах срыли насыпь и засыпали ров между Власьевской и Семёновской башнями, на их месте возвели Городской театр и разбили Казанский бульвар. Тогда же срыли последнюю насыпь — от Семёновской башни до Волги, разбив на её месте Волжский бульвар.
В 1820—1823 годах между Рождественской, Угличской и Ростовской улицами был выстроен комплекс зданий Мытного двора. В 1823—1835 годах по инициативе губернатора Александра Безобразова вдоль всего Земляного города и далее до Пятницкого спуска была построена Волжская набережная, сооружены Волжский и Семёновский мосты через одноимённые овраги-спуски. В 1820-е на набережной былы построены губернаторский дом и парк, а переулок рядом с ними получил название Губернаторский. В 1828 году в створе Ростовской улицы возведена 60-метровая колокольня Казанского монастыря, надолго ставшая самым высоким зданием Ярорславля, а в 1835—1838 годах — новое здание Казанского собора.
В 1829 году на пересечении Парадной площади с Воскресенской улицей установили памятник Павлу Демидову, основателю первого высшего учебного заведения в Ярославле. В 1885 году городским главой Иваном Вахрамеевым вокруг памятника был разбит сад, первоначально названный ярославцами Вахрамеевским. 

## Советский период

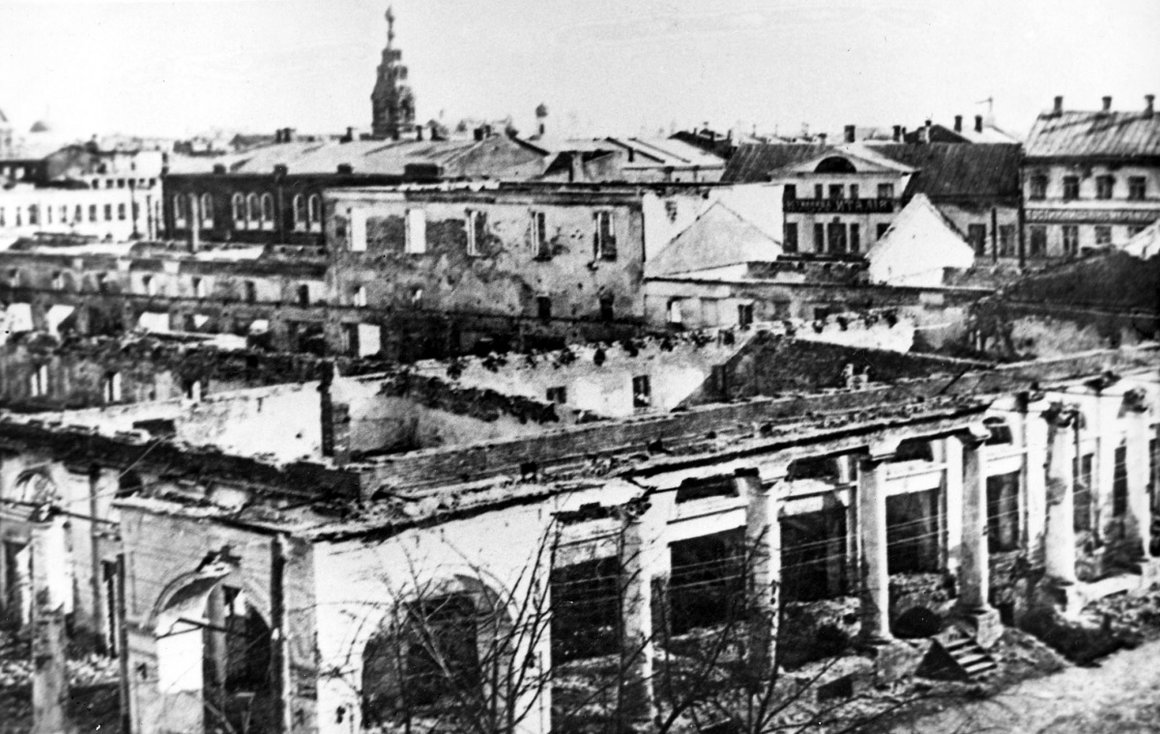
Гостиный двор после обстрела коммунистами. 1918 год

В июле 1918 года многие здания Земляного города были значительно повреждены или разрушены в результате артиллерийского обстрела Ярославля Красной армией.
В том же году была проведена массовая идеологизация топонимов Земляного города: Ильинскую площадь переименовали в Советскую, Парадную в Мира, Варваринскую улицу в Февральскую, Малую Варваринскую в Малую Февральскую, Воскресенскую в Революционную, Всесвятскую в Комитетскую, Екатерининскую в Крестьянскую, Пробойную в Советскую, Рождественскую в Октябрьскую, Сретенскую в Депутатскую, Губернаторский переулок в Народный, Сретенский в Депутатский.
В ходе второй волны переименований в 1920-х годах переименовали Казанскую улицу в Первомайскую, Спасонагородскую в Почтовую, Угличскую в Сулимова, Ильинский переулок в Советский. Избежать переименования удалось только Волжской набережной.

## Современность
В XXI веке Земляной город сохраняет значение административного и культурного центра Ярославля. В 2000—2010-х годах большинство зданий, улиц и скверов были отремонтированы, выполнена реконструкция Волжской набережной, восстановлен памятник Павлу Демидову. Сохранившимся историческим зданиям вернули их былую красоту, однако улицы всё ещё остаются с советскими названиями.
В 2005 году Рубленый и Земляной города с прилегающей территорией были включены в список Всемирного наследия ЮНЕСКО.

## Храмы Земляного города
Первое из сохранившихся упоминаний о храмах Земляного города содержится в Никоновской летописи под 1221 годом, где сообщается, что «месяца иуня въ 27 загореся град Ярославль и мало не весь погоре, и церквий изгоре 17». Как обратил внимание краевед Константин Головщиков, это число церквей совпадает с числом древних приходских церквей в Рубленом и Земляном городах и, так как церкви после пожаров и разрушений почти всегда возобновлялись на том же месте, вероятно большинство церквей Земляного города основаны в XII—XIII веках.
В течение XVII столетия все приходские и монастырские храмы Земляного города были перестроены в камне. Богатство и высокий уровень культуры, вместе со стремлением увековечить свой род и обеспечить вечное моление о нём, позволили ярославским купеческим семьям воздвигнуть церкви, до сих пор поражающие своей роскошью и изяществом.
В результате перестройки города в конце XVIII века значительная часть жителей переселилась за пределы Земляного города. Наиболее малочисленные приходы были упразднены.
В 1920—1932 годах все храмы Земляного города были закрыты коммунистами. 7 храмов были ими полностью разрушены. В постсоветское время большинство церквей были возвращены верующим, восстановлены Казанский и Афанасьевский монастыри. 3 храма остались в ведении музея-заповедника. В 2000—2010 годах все сохранившиеся храмы были отремонтированы и ныне открыты для посещения.
| Храм                                                                                | Построен | Основан | Сведения | Фото |
| ----------------------------------------------------------------------------------- | -------- | ------- | --- | ---- |
| Церковь Илии Пророка На карте                                                       | 1650     | неизв.  | Музей. До 1920 года — приходская церковь. |      |
| Казанский собор На карте                                                            | 1845     | 1610    | Действующий собор Казанского монастыря. Был основан в память об избавлении от нашествия поляков. |      |
| Покровская церковь На карте                                                         | 1828     | 1766    | Действующая церковь Казанского монастыря. |      |
| Собор Афанасия и Кирилла На карте                                                   | 1664     | неизв.  | Действующий собор Спасо-Афанасиевского монастыря. |      |
| Спасо-Пробоинская церковь На карте                                                  | 1705     | 1612    | Действующая церковь Спасо-Афанасиевского монастыря. С 1612 по 1929 год — бесприходская церковь. |      |
| Церковь Михаила Архангела На карте                                                  | 1657     | 1215    | Действующая приходская и гарнизонная церковь. |      |
| Николо-Надеинская церковь На карте                                                  | 1621     | неизв.  | Музей. До 1930 года — приходская церковь. |      |
| Церковь Рождества Иоанна Предтечи (зимний храм Николо-Надеинского прихода) На карте | 1660     | 1622    | Приходская церковь. Разрушена в начале 1930-х. На её месте построен жилой дом. |      |
| Церковь Рождества Христова На карте                                                 | 1644     | неизв.  | Музей. До 1921 года — приходская церковь. |      |
| Церковь Спаса на Городу На карте                                                    | 1672     | неизв.  | Действующая приходская церковь. |      |
| Сретенская церковь На карте                                                         | 1895     | неизв.  | Действующая церковь. |      |
| Знаменская церковь На карте                                                         | 1897     | 1861    | Действующая приходская надвратная церковь. |      |
| Воскресенская церковь На карте                                                      | 1660     | неизв.  | Приходская церковь. Разрушена в 1930 году. На её месте построен дом по адресу: площадь Челюскинцев, 13. |      |
| Косьмо-Демьянская церковь На карте                                                  | 1671     | неизв.  | Приходская церковь. Главный престол был во имя Казанской иконы Божией Матери. В первой половине XIX века пристроили двухэтажную тёплую трапезную в стиле классицизма. Храм разрушен в 1930 году. В трапезной расположена гостиница. |      |
| Варваринская церковь На карте                                                       | 1668     | неизв.  | Приходская церковь. Главный престол был во имя иконы Богоматери «Знамение». Разрушена в 1932 году. На её месте построен дом по адресу: Советская улица, 6.                                                                          |      |
| Церковь Екатерины Великомученицы (зимний храм Варваринского прихода) На карте       | 1715     | 1715    | Приходская церковь. Разрушена в 1932 году. На её месте построен дом по адресу: Советская улица, 6. |      |
| Церковь Всех Святых На карте                                                        | 1689     | неизв.  | Приходская церковь. Разрушена во 2-й половине 1930-х. На её месте построен дом по адресу: Максимова, 2. |      |
| Церковь Жён Мироносиц (зимний храм Всехсвятского прихода) На карте                  | 1697     | 1697    | Приходская церковь. Разрушена во 2-й половине 1930-х. На её месте построен дом по адресу: Максимова, 4. |      |
| Церковь Бориса и Глеба На карте                                                     | 1656     | 1215    | Приходская и гарнизонная церковь. Главный престол был во имя Троицы. Упразднена в 1829 году и разобрана в связи с ветхостью здания и малочисленностью прихода.                                                                      |      |
| Тихвинская церковь (зимний храм Борисо-Глебского прихода) На карте                  | 1678     | 1678    | Приходская церковь. Упразднена в 1833 году и разобрана в связи с ветхостью здания и малочисленностью прихода. |      |
| Церковь Флора и Лавра На карте                                                      | 1712     | неизв.  | Приходская церковь. Обрушилась в 1820 году. Упразднена и разобрана по причине малочисленности прихода. |      |
| Леонтьевская церковь На карте                                                       | 1635     | неизв.  | Приходская церковь. Упразднена в 1783 году и разобрана в связи с перестройкой города. Выстроена заново на загородном кладбище. |      |
| Церковь Рождества Христова (зимний храм Леонтьевского прихода) На карте             | 1688     | 1688    | Приходская церковь. Упразднена в 1783 году и разобрана в связи с перестройкой города. Всё имущество передано в церковь на загородном кладбище.                                                                                      |      |
| Часовня Александра Невского На карте                                                | 1892     | 1889    | Действующая часовня в память о спасении семьи Александра III при крушении поезда 17 октября 1888 года. |      |

## Улицы и площади
- Улица Трефолева (Варваринская)
- Улица Максимова (Всесвятская)
- Улица Кирова (Угличская)
- Депутатская (Сретенская) улица
- Улица Нахимсона (Рождественская)
- Революционная (Воскресенская) улица
- Почтовая (Спасонагородская) улица
- Волжская набережная
- Улица Волкова (Никольская)
- Советская (Пробойная) улица
- Андропова (Екатерининская) улица
- Первомайская (Казанская) улица
- Депутатский (Сретенский) переулок
- Улица Кедрова (Малая Варваринская)
- Народный (Губернаторский) переулок
- Советский (Ильинский) переулок
- Волжский спуск
- Советская (Ильинская) площадь
- Площадь Челюскинцев (Парадная)
- Площадь Волкова (Театральная)